# 本能 (游戏)
《本能》是尚未发行的动作冒险游戏，由新西兰工作室Hashbane Interactive开发和发行。游戏受到恐龙危机系列游戏的启发，于2020年初左右开始制作。游戏原定于2022年9月发行，但因获额外融资，团队扩大制作规模，并将发布时间推迟到2025年。游戏预定登陆PlayStation 4、PlayStation 5、Windows、Xbox One和Xbox Series X/S平台。

## 游戏玩法
《本能》是一款动作冒险游戏。除了单人游戏外，游戏还支持至多三人游玩的合作模式。游戏采用第一人称和第三人称视角。游戏地图为开放世界，支持天气变化，并有森林、寺庙和科研设施等各类地点。游戏本体将展现至少25种史前生物，包括食肉牛龙、刃齿虎、克柔龙、佛羅勒斯人和各种恐龙。其他史前生物将参考玩家的建议，后续通过可下载内容释出。
游戏将收录各种武器；除射击敌人之外，还融入探索和解谜元素。除了主线任务之外，玩家还可完成收集古代文物等支线任务。武器、玩家皮肤和状态栏等皆有一系列的定制选项。